# Cirrhilabrus cyanopleura
 Cirrhilabrus cyanopleura és una espècie de peix de la família dels làbrids i de l'ordre dels perciformes.

## Morfologia
Els mascles poden assolir els 15 cm de longitud total.

## Distribució geogràfica
Es troba al Mar d'Andaman, les Illes Ryukyu, Taiwan, les Filipines, Papua Nova Guinea, Palau, Indonèsia i la Gran Barrera de Corall.